# Anna von Bayern

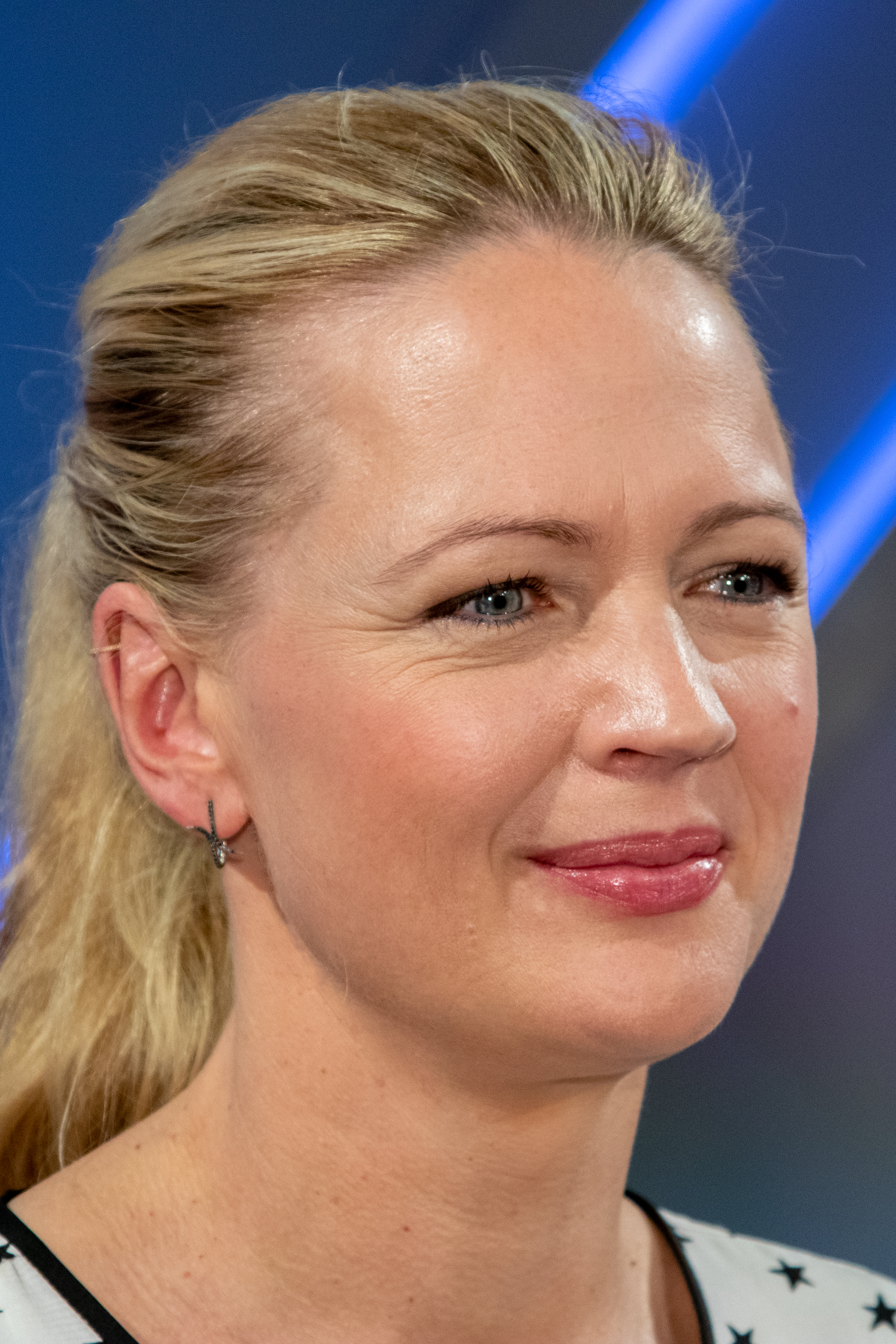
Anna von Bayern (2019)

Anna-Natascha Prinzessin von Bayern, geborene Prinzessin zu Sayn-Wittgenstein-Berleburg (* 15. März 1978 in München), ist eine deutsche Journalistin und Autorin. Seit 2020 ist sie Mitglied im Vorstand des Kosmetikkonzerns Coty Inc.

## Familie
Anna Prinzessin von Bayern ist die Tochter aus der Ehe von Ludwig Ferdinand Prinz zu Sayn-Wittgenstein-Berleburg (* 1942) und seiner schwedischen Frau Yvonne zu Sayn-Wittgenstein-Berleburg (* 1951), geborene Gräfin Wachtmeister af Johannishus. Sie hat drei Geschwister, darunter den Schauspieler August Wittgenstein.
Sie heiratete im Jahr 2005 in Schweden den Biologen Manuel Prinz von Bayern (* 1972), Sohn von Leopold Prinz von Bayern und seiner Frau Ursula Prinzessin von Bayern, geborene Möhlenkamp. Sie heißt seitdem Anna Prinzessin von Bayern. Sie und ihr Mann haben drei Söhne und eine Tochter.

## Leben
Nach dem Schulabschluss in Schweden studierte Anna von Bayern zwischen 1998 und 2011 unter anderem Politik und Geschichte an der Stanford University sowie Philosophie, Politik und Wirtschaft an der Ludwig-Maximilians-Universität München. An der britischen University of East Anglia absolvierte sie ein Masterstudium im Creative Writing. Im Jahre 2010 absolvierte  Anna von Bayern das Young Leader Program des American Council on Germany, ein Partnerprojekt der deutschen Denkfabrik Atlantik-Brücke und des American Council on Germany für aufstrebende politische und wirtschaftliche Führungskräfte. Nach einer Tätigkeit als freie Journalistin und einem Volontariat im Axel Springer Verlag begann sie im September 2008 als Redakteurin im Politikressort der Zeitung Bild am Sonntag. Beim Axel Springer Verlag war sie bis zum Wechsel zu Coty Inc. 2020 tätig.
2010 veröffentlichte Anna von Bayern eine Biographie des damaligen Bundesverteidigungsministers und CSU-Politikers Karl-Theodor zu Guttenberg, die in den Medien breit rezipiert, aber überwiegend heftig kritisiert wurde. 2014 veröffentlichte sie eine Biographie über Wolfgang Bosbach, für die sie ihn monatelang begleitete.
Seit 2018 ist sie Schirmherrin der Deutsch-Schwedischen Vereinigung e. V. (DSV) in München.
Beim Parfüm- und Kosmetikkonzern Coty Inc. übernahm sie 2020 den neu geschaffenen Vorstandsposten der Chief Corporate Affairs Officers.
Sie ist im Stiftungsrat der Alfred Landecker Foundation.

## Schriften
- Anna von Bayern: Karl-Theodor zu Guttenberg. Aristokrat, Politstar, Minister, Köln: Fackelträger 2010, ISBN 978-3-7716-4453-6.
- Anna von Bayern: Wolfgang Bosbach. Jetzt erst recht! Die Biografie, München: Heyne 2014, ISBN 978-3-453-20055-5.